# Lampyris iberica
La luciérnaga ibérica (Lampyris iberica) es una especie de coleóptero de la familia Lampyridae. Es una especie endémica de la península ibérica y el  sur de Francia.